# Myrmarachne megachelae
Myrmarachne megachelae är en spindelart som beskrevs av Ganesh Kumar, Mohanasundaram 1998. Myrmarachne megachelae ingår i släktet Myrmarachne och familjen hoppspindlar. Inga underarter finns listade i Catalogue of Life.